# A Hat in Time
A Hat in Time (с англ. «Шляпа во времени») — видеоигра в жанре платформер, разработанная датской студией Gears for Breakfast, ранее изданная компанией Humble Bundle на платформах macOS и Windows 5 октября 2017 года. Версия игры для PlayStation 4 вышла 5 декабря в США и 6 декабря во всех остальных странах. Порт для Xbox One также вышел 6 декабря. Версия для Nintendo Switch, включающая DLC Seal the Deal, вышла 18 октября 2019 года.
Проект был профинансирован на краудфандинговой площадке Kickstarter, где он смог собрать в два раза больше планируемой суммы всего за два дня кампании.

## Сюжет
Главным протагонистом A Hat in Time является маленькая девочка по имени Шляподевочка (англ. Hat Kid), которая совершает межпланетное путешествие, пытаясь вернуться домой. По пути через Город Мафии к ней является мафиози, взимающий таможенные пошлины, и повреждает её космический корабль при попытке попасть внутрь. В результате «частицы времени», на которых он летает, оказываются рассыпанными по всей планете. Хэт Кид пытается сохранить время от необратимой порчи, для чего она собирает «частицы времени» прежде, чем их успеет захватить антагонист игры, Усатая Девочка (англ. Mustache Girl).

## Игровой процесс
Игровой процесс A Hat in Time аналогичен таким платформерам выходившим на консоли Nintendo 64 как Super Mario 64 и Banjo-Kazooie. В игре имеется несколько открытых уровней, которые игрок может исследовать без ограничения по времени, собирая различные предметы, решая головоломки и сражаясь с врагами. На участках определённых уровней, Шляподевочка может брать зонтик, который она использует в качестве оружия против врагов. Действия, которые игрок совершает на начальных этапах игры имеют влияние на последующие уровни, так как главная героиня несколько раз повторно посещает каждую область прежде чем игра завершится.

## Разработка
Изначальный концепт A Hat in Time принадлежит разработчику Йонасу Керлеву (дат. Jonas Kærlev), который начал проект как ответ на его ощущение недостатка трёхмерных платформеров, в особенности разработанных компанией Nintendo. В интервью изданию Polygon, Керлев рассказал, что изначально он и команда Gears for Breakfast не ожидали того успеха, который A Hat in Time получил на краудфандинговой платформе Kickstarter. Керлев считал, что игра будет пользоваться не очень большой популярностью из-за влияния Donkey Kong 64 на жанр, которое он воспринимал как сильно утомляющее игрока собирательством. Разработка игры началась в августе 2012 года и предполагалось, что игра выйдет в третьем квартале 2013 года, однако после этого дата выпуска была существенно сдвинута. В самом начале работы, Йонас Керлев был единственным программистом проекта, но со временем разработка расширилась и была образована команда Gears for Breakfast, участниками которой являются люди из 4 стран на добровольных началах. Во время кампании на Kickstarter, игра смогла собрать 296 360 долларов вместо изначально предполагавшихся 30 000. В июле 2013 года игра прошла отбор по программе Greenlight для выхода на площадке Steam.

## DLC

### Seal the Deal
13 сентября 2018 года вышло DLC к игре - Seal the Deal, которое добавляло в игру новую главу - Арктический Круиз (англ. The Arctic Cruise), и новый режим Жажда Смерти (англ. Death Wish) в котором требуется выполнять контракты на прохождение усложнённых заданий. В данном DLC появилось кооперативная игра с разделённым экраном.

### Nyakuza Metro + Online Party
Nyakuza Metro добавляет новую главу, действия которой происходят в метро, управляемым бандой котов. Online Party позволяет играть онлайн группами по 50 человек.
Дополнение вышло 13 мая 2019 года для персональных компьютеров. 16 октября 2019 года дополнение Nyakuza Metro было анонсировано для игровой приставки Nintendo Switch

### Vanessa's Curse
Vanessa's Curse это первое DLC, в котором игроки в онлайне могут по настоящему без модификаций взаимодействовать между собой.
DLC представляет из себя игру в догонялки в страшном оформлении. У не зараженного игрока задача собрать все короны, при этом не дав себе быть пойманными зараженными, а задача зараженных - заразить всех незараженных игроков.

## Оценки и мнения
| Сводный рейтинг       | Сводный рейтинг |
| Агрегатор             | Оценка          |
| --------------------- | --------------- |
| GameRankings          | 78,24 %         |
| Metacritic            | 78/100          |
| Иноязычные издания    |                 |
| Издание               | Оценка          |
| Destructoid           | 8,5/10          |
| GameSpot              | 7/10            |
| IGN                   | 8,0/10          |
| PC Gamer (US)         | 86/100          |
| Русскоязычные издания |                 |
| Издание               | Оценка          |
| Riot Pixels           | 80 %            |

Летом 2018 года, благодаря уязвимости в защите Steam Web API, стало известно, что точное количество пользователей сервиса Steam, которые играли в игру хотя бы один раз, составляет 187 728 человек.